# افسانه کلم‌ها و رزها
«افسانه کلم‌ها و رزها» (فرانسوی: La Fée aux Choux‎) یک فیلم صامت و کوتاه فرانسوی به کارگردانی آلیس گی-بلاشی است که در سال ۱۸۹۶ منتشر شد.
فیلم قصه پری کلم‌ها و رزها است که پری قصه نوزادانش را با تکه‌های کلم قنداق می‌کند. درحقیقت فیلم پاسخی است برای کنجکاوی کودکان درباره نحوه به‌دنیا آمدنشان.
.